# Ligne de Debrecen à Mátészalka par Nyírbátor
La Ligne de Debrecen à Mátészalka par Nyírbátor ou ligne 110 est une ligne de chemin de fer de Hongrie. Elle relie Debrecen à Mátészalka par Nyírbátor.